# Expédition scientifique autrichienne au Brésil

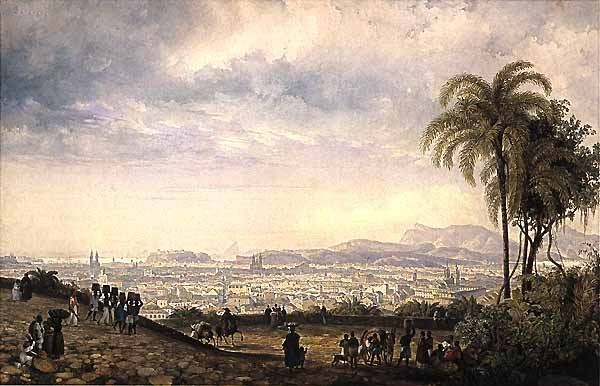
Panorama de Rio de Janeiro par Thomas Ender.

L’expédition scientifique autrichienne au Brésil (Österreichische Brasilien-Expedition) fut un grand voyage d'exploration scientifique qui parcourut le Brésil, avec une prédominance dans les domaines de la botanique, de la zoologie et de l'ethnographie. Elle a été organisée et financée par l'empire autrichien et s'est déroulée de 1817 à 1835.

## Déroulement
L'expédition a eu pour principal défenseur le prince Metternich et a été associée au mariage politiquement significatif de Pierre Ier du Brésil, et l'archiduchesse Marie Léopoldine d'Autriche. Le chancelier Metternich profite de cette occasion pour entamer un aperçu complet de la flore, de la faune, de la culture, de la population et des autres ressources du Brésil. Il entreprend la planification et l'équipement de l'expédition et décide de son itinéraire. La planification scientifique est entreprise par Carl Franz Anton Ritter von Schreibers.
Le contingent de quatorze naturalistes inclut Johann Christian Mikan, Carl Friedrich Philipp von Martius, Giuseppe Raddi, Heinrich Wilhelm Schott, Johann Baptist von Spix, Johann Baptist Emanuel Pohl, Johann Natterer, Ferdinand Dominik Sochor (chasseur impérial et empailleur habile) et les artistes naturalistes Thomas Ender (pour les paysages) et Johann Buchberger (pour la partie botanique).
L'expédition part de Trieste le 9 avril 1817 à bord de deux frégates, le SMS Austria et le SMS Augusta. Les navires essuient une tempête au bout de deux jours et doivent rester à quai dans différents ports pour réparations. Le SMS Austria est le premier à arriver à Rio de Janeiro le 14 juin. Le SMS Augusta n'arrive que le 4 novembre avec à son bord l'archiduchesse Marie-Léopoldine, escorté de deux navires portugais. Une fois les membres de l'expédition réunis, il est décidé de partir immédiatement en trois groupes explorer les environs de Rio de Janeiro. Un groupe est composé des savants bavarois, les deux autres groupes sont dirigés l'un par Natterer et l'autre par Mikan. Tout le monde revient à Rio entre mars et mai 1818.
Les frégates repartent pour l'Europe le 1er juin 1818 avec les caisses des collections et plusieurs membres de l'équipe scientifique dont Giuseppe Raddi et le professeur Mikan, et les deux illustrateurs, Thomas Ender (incommodé par le climat) et Buchberger, accidenté, qui meurt en 1826 des suites de son accident.
Natterer, Pohl et Schott restent au Brésil. Schott part recueillir des spécimens botaniques vivants, Pohl s'occupe de ses études minéralogiques et botaniques et prépare la rédaction de son ouvrage Reise im Innern von Brasilien, précieux comme source d'informations pour les sciences naturelles et l'histoire sociale du Brésil de cette époque. À la suite des agitations politiques qui secouent le pays en 1821, le chef de la légation autrichienne au Brésil, Stürmer, recommande de mettre fin à l'expédition et de renvoyer ses membres en Autriche. Pohl et Schott partent, mais Natterer et Sochor décident de demeurer au Brésil, afin de poursuivre leurs recherches, à leurs propres frais et à leurs propres risques.
Natterer effectue ainsi dix expéditions à travers le pays, principalement dans la région de Rio et celle de Sao Paulo, dans la province de Minas Gerais, en Amazonie et à la frontière bolivienne. Ces voyages se passent dans des conditions extrêmement difficiles; les deux explorateurs tombent malades et Sochor meurt de fièvres tropicales le 13 décembre 1826. Les collections qu'ils rassemblent de spécimens inconnus jusqu'alors sont énormes et représentent plus d'un millier de mammifères, douze mille oiseaux, presque trente-trois mille insectes et quantité de reptiles, d'amphibiens, de mollusques, d'œufs, etc. De plus la collection ethnographique surtout composée de pièces d'Amérindiens de la partie centrale d'Amérique du Sud représente quant à elle plus de deux mille objets.
Au bout de dix-huit ans de recherches et de voyages, Natterer décide de rentrer. Il part le 15 septembre 1835.
Une salle « musée brésilien » (Brasilianum) contenant 133 000 objets de l'expédition ouvre au public à Vienne en 1821. Le clou de l'exposition est un couple vivant de Botocudos, dont la femme meurt peu de temps après et l'homme est renvoyé au Brésil en 1824. Elle ferme en 1836 et ses collections sont intégrées au cabinet d'histoire naturelle de la Cour, à l'origine de l'actuel musée d'histoire naturelle de Vienne. Une partie de la collection zoologique brûle pendant la révolution de 1848. La collection ethnographique intacte de Natterer est à l'origine du musée ethnographique inauguré à Vienne en 1928.

## Illustrations

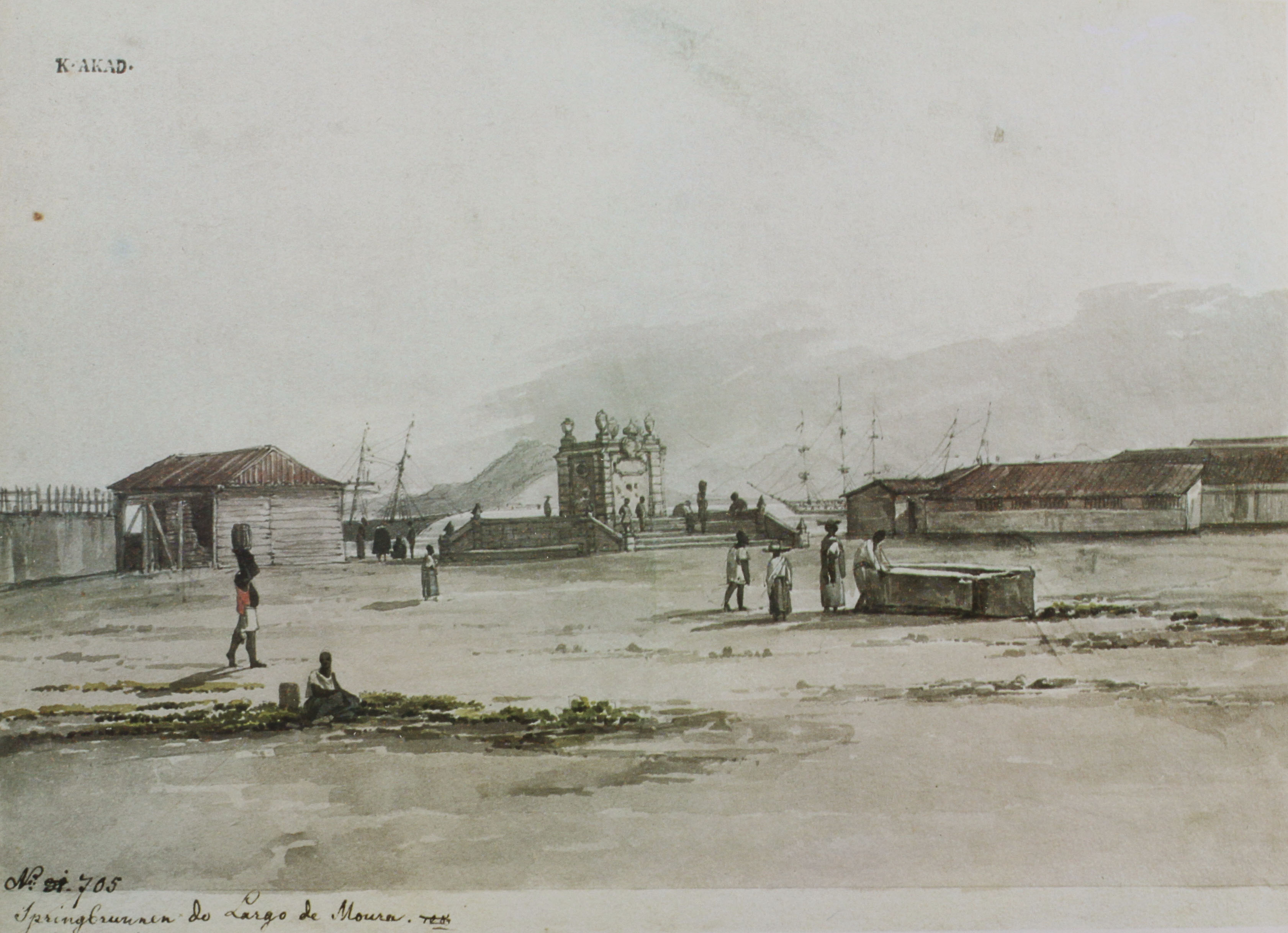
Fontaine de Moura
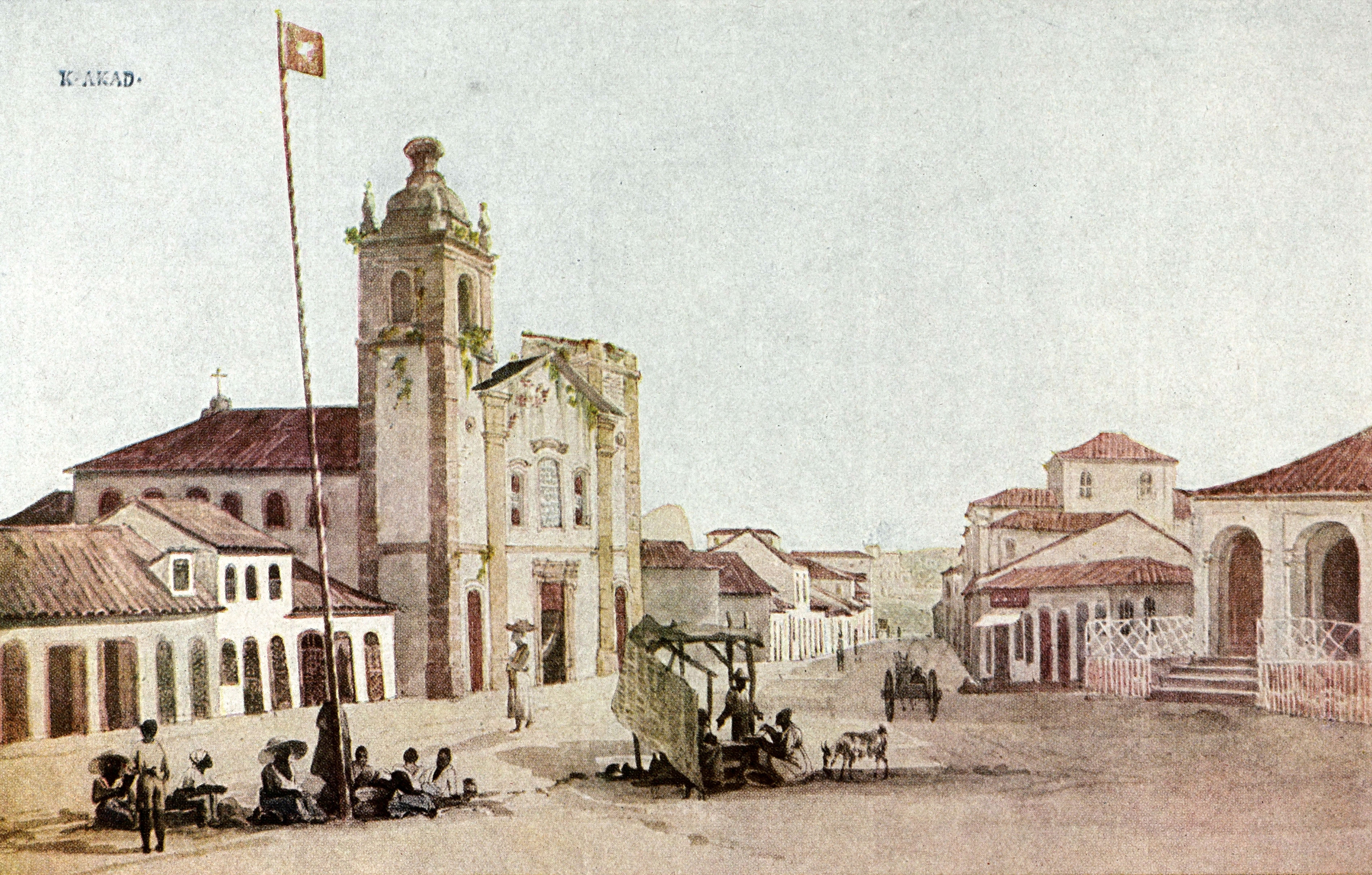
Église de Lapa de Rio de Janeiro (1817)
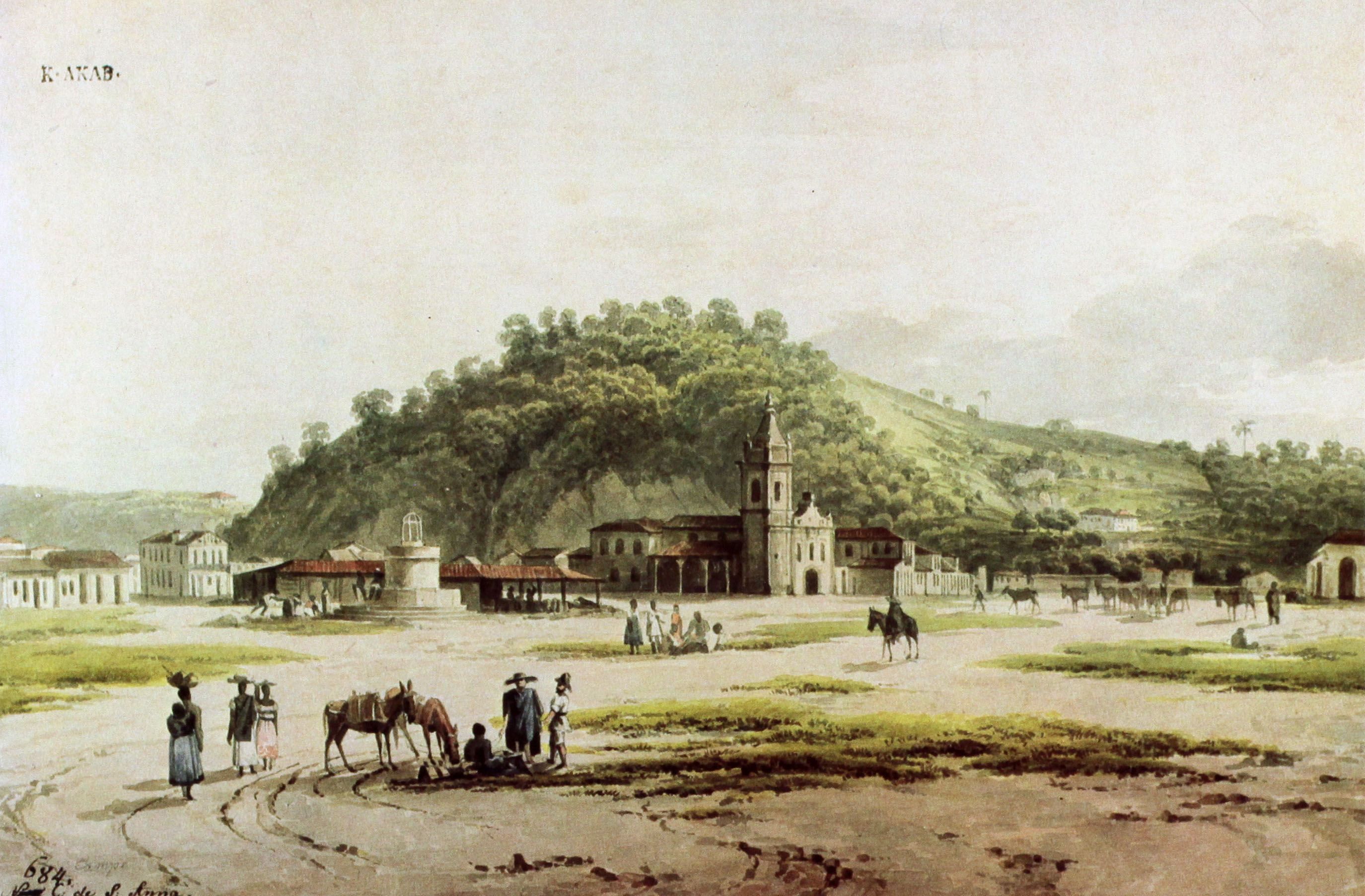
Église de Santana à Campo de Santana (1817)
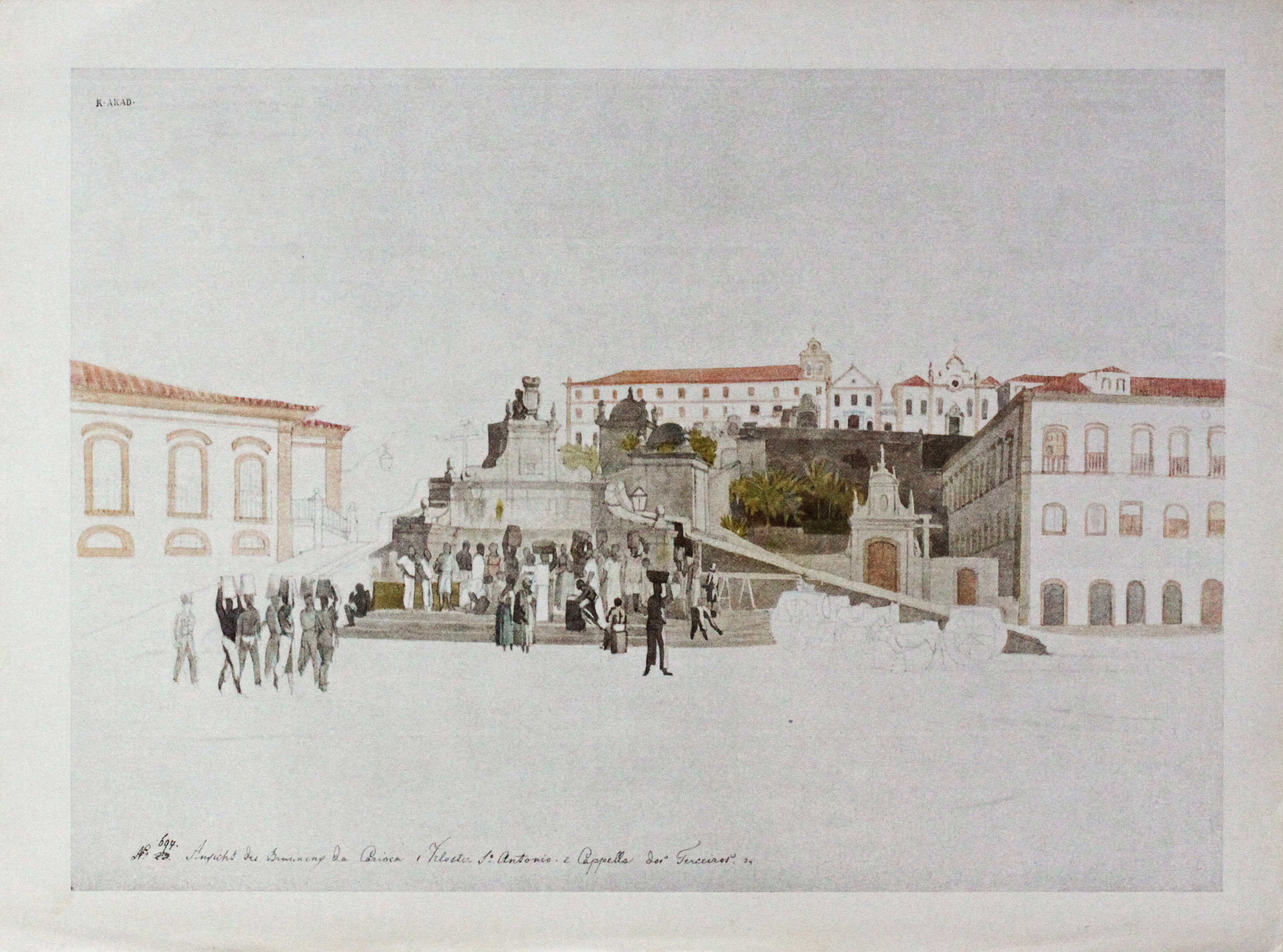
Fontaine de Carioca, au fond le couvent Saint-Antoine
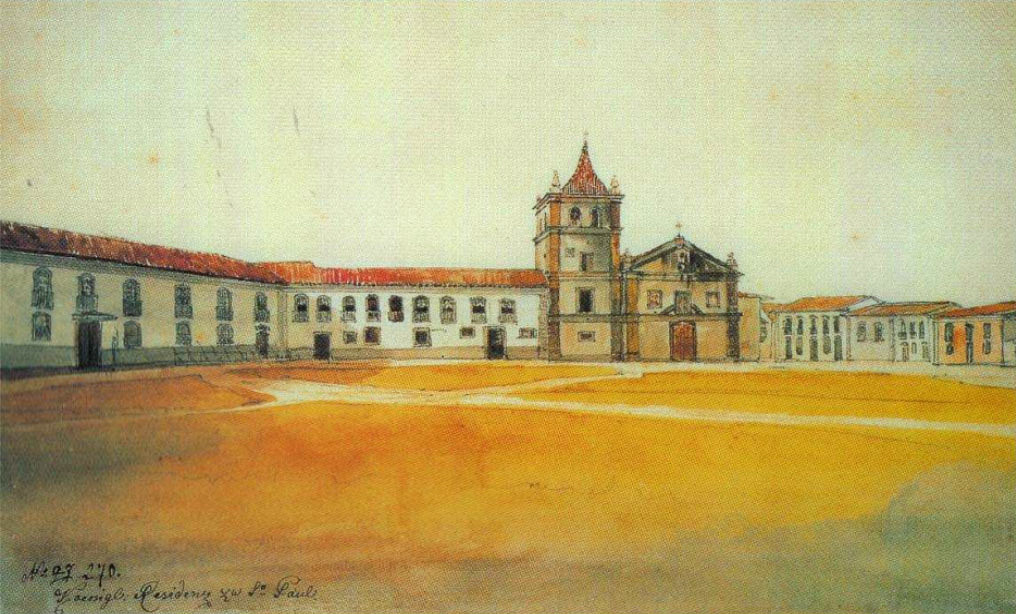
Palais du gouverneur à Sao Paulo
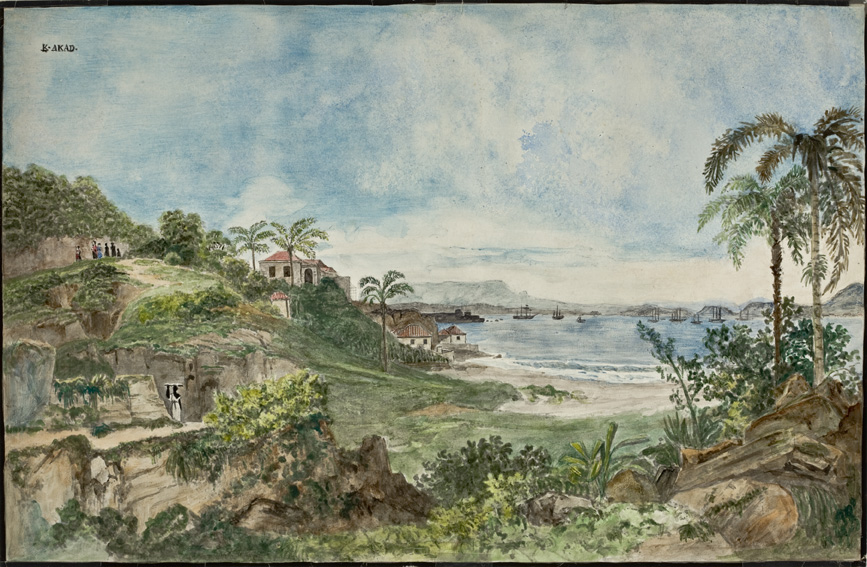
Guanabara
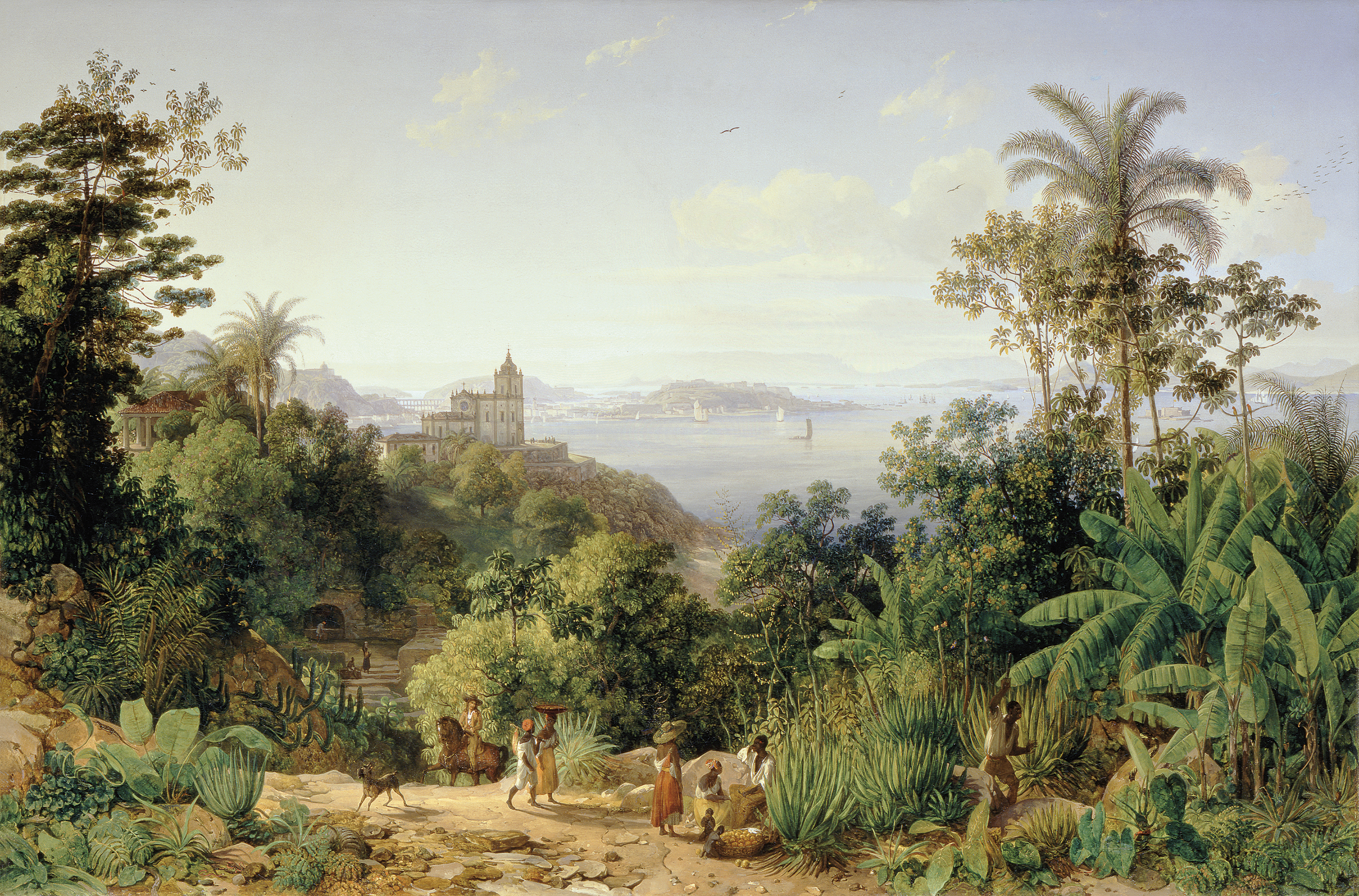
Près de Rio

## Source
- (en) Cet article est partiellement ou en totalité issu de l’article de Wikipédia en anglais intitulé « Austrian Brazil Expedition » (voir la liste des auteurs).